# Чистополье (Бобровицкий район)
Чистопо́лье (укр. Чистопілля) — посёлок, расположенное на территории Бобровицкого района Черниговской области (Украина).
Население составляет 122 жителя (2006 год). Плотность населения — 508,33 чел/кв.км.
Впервые упоминается в 1564 году.
Посёлок Чистополье находится примерно в 28 км к юго-востоку от центра города Бобровица. Средняя высота населённого пункта — 134 м над уровнем моря. Посёлок находится в зоне умеренного умеренно континентального климата.
Национальный состав представлен преимущественно украинцами, конфессиональный состав — христианами.